# WANT!
《WANT!》是日本的女子偶像組合Berryz工房的第30張单曲，在2012年12月19日由PICCOLO TOWN发售。

## 概要
- 此單曲有4個版本，分別有「初回生產限定盤A - C」和「CD ONLY」。「初回生產限定盤A」和「初回生產限定盤B」收錄了「WANT!」的PV。
- 在12月31日於公信榜单曲週排行榜取得第3位。

## 收錄内容

### CD（初回生産限定盤A - C 、 CD ONLY）
CD
1. WANT!
（作詞、作曲：淳君 編曲：平田祥一郎 ）
2. 請拿出勇氣！（勇気をください！）
（作詞・作曲：淳君  編曲：宅見将典 ）
3. WANT! (Instrumental)

### DVD（初回生産限定盤A）
1. WANT!（Dance Shot Ver.）

### DVD（初回生産限定盤B）
1. WANT!（Dance Shot Ver. II）